# Лесозаводский район
Лесозаво́дский райо́н — административно-территориальная единица и муниципальное образование, существовавшие на территории Приморского края Российской Федерации.
Административный центр — город краевого подчинения Лесозаводск — в состав административного района не входил, но входил в состав единого муниципального образования город Лесозаводск и Лесозаводский район.
Муниципальное образование было упразднено в 2004 году, административный район — в 2006.

## История
Административно-территориальные реформы
- 1926 — образован Дальневосточный край, в составе которого Владивостокский округ включил Шмаковский район с центром в селе Успенка.
- 1932 год — путём слияния ряда деревень и посёлков в Шмаковском районе образован рабочий посёлок Лесозаводск.
- 1935 март — Шмаковский район разукрупнён, из него выделен Успенский район.
- 1935 апрель — Успенский район переименован в Кировский район.
- 1938 — образован Приморский край. Рабочий посёлок Лесозаводск стал городом.
- 1958 — Шмаковский район переименован в Лесозаводский.
- 1963 — Лесозаводск отнесён к категории городов краевого подчинения. Лесозаводский район упразднён, его территория передана Кировскому району.
- 1984 — Лесозаводск становится административным центром вновь созданного Лесозаводского района.
- 1992 — Лесозаводск вошёл в состав муниципального образования город Лесозаводск и Лесозаводский район[1].
- 2004 — образован Лесозаводский городской округ[2][3].
- 2006 — населённые пункты Лесозаводского административного района переданы в подчинение города Лесозаводска, Лесозаводский административный район упразднён[4][5].

## Населённые пункты
В административный район входил 21 сельский населённый пункт, в муниципальное образование — сельские населённые пункты и город краевого подчинения Лесозаводск.
| №        | Населённый пункт          | Тип          |
| -------- | ------------------------- | ------------ |
| 1e-06    | Город краевого подчинения |              |
| 1        | Лесозаводск               | город        |
| 1.000002 | Населённые пункты района  |              |
| 2        | Буссе                     | село         |
| 3        | Глазовка                  | село         |
| 4        | Донское                   | село         |
| 5        | Елизаветовка              | село         |
| 6        | Ильмовка                  | село         |
| 7        | Иннокентьевка             | село         |
| 8        | Кабарга                   | ж.д. станция |
| 9        | Курское                   | село         |
| 10       | Лесное                    | село         |
| 11       | Марково                   | село         |
| 12       | Невское                   | село         |
| 13       | Орловка                   | село         |
| 14       | Пантелеймоновка           | село         |
| 15       | Полевое                   | село         |
| 16       | Прохаско                  | ж.д. станция |
| 17       | Ружино                    | село         |
| 18       | Тамга                     | село         |
| 19       | Тихменево                 | село         |
| 20       | Тургенево                 | село         |
| 21       | Урожайное                 | село         |
| 22       | Филаретовка               | село         |